# Václav Petříček
Václav Petříček (* 1948) je český fyzik.

## Kariéra
Vystudoval Matematicko-fyzikální fakultu UK v roce 1972 a poté začal pracoval ve Fyzikálním ústavu Akademie věd. Specializoval se na programové systémy pro výpočty komplikovaných krystalových struktur.
Vytvořil systém JANA, který na základě vícedimenzionální krystalografie slouží pro výpočet struktur aperiodických látek. Působil jako hostující profesor v Nantes, Bilbau, École Centrale Paris a v Lille.

## Ocenění
V roce 2005 získala jeho práce cenu Učené společnosti.
V roce 2007 mu Akademie věd České republiky udělala Akademickou prémii - Praemium Academie.
V září 2021 získal Cenu Neuron za celoživotní přínos vědě.
Za vývoj krystalografického programu JANA doktor Petříček v roce 2013 obdržel jako vůbec první český fyzik Cenu Charlese Barretta od Mezinárodního centra pro difrakční data a v roce 2020 Pattersonovu cenu, kterou uděluje Americká krystalografická asociace. Roku 2016 dostal Cenu Maxe Perutze – tato cena udělovaná Evropskou krystalografickou asociací je vůbec nejvyšším oceněním, kterého lze na Evropském mezinárodním poli v oboru krystalografie dosáhnout.